# Ригонда
Риго́нда (латыш. Rigonda) — марка стационарных ламповых радиол первого класса, производившихся на радиозаводе им. А. С. Попова в Риге в 1963—1977 годах. Название «Rigonda» взято из романа Вилиса Лациса «Потерянная родина» (1941). В романе есть вымышленный остров Ригонда — прозрачный намек на Ригу. Радиола «Ригонда» послужила родоначальником последнего поколения ламповой бытовой радиоприёмной аппаратуры советского производства, использующее печатный монтаж, пальчиковые радиолампы и полупроводниковые выпрямители.

## Модификации
Все «Ригонды» построены на унифицированном «рамочном» шасси с использованием гетинаксовых печатных плат. Выпрямитель — селеновый типа АВС либо диодный мост, фильтр питания — CRC-типа на электролитических конденсаторах. Использованы одинаковые радиоприёмные блоки на лампах 6И1П, 6К4П, 6Х2П с выносным УКВ-модулем на 6Н3П и индикатором настройки на 6Е1П. Модификации различаются, прежде всего, конфигурацией выходного УНЧ.

### Ригонда (Ригонда-Моно, 1964—1972)

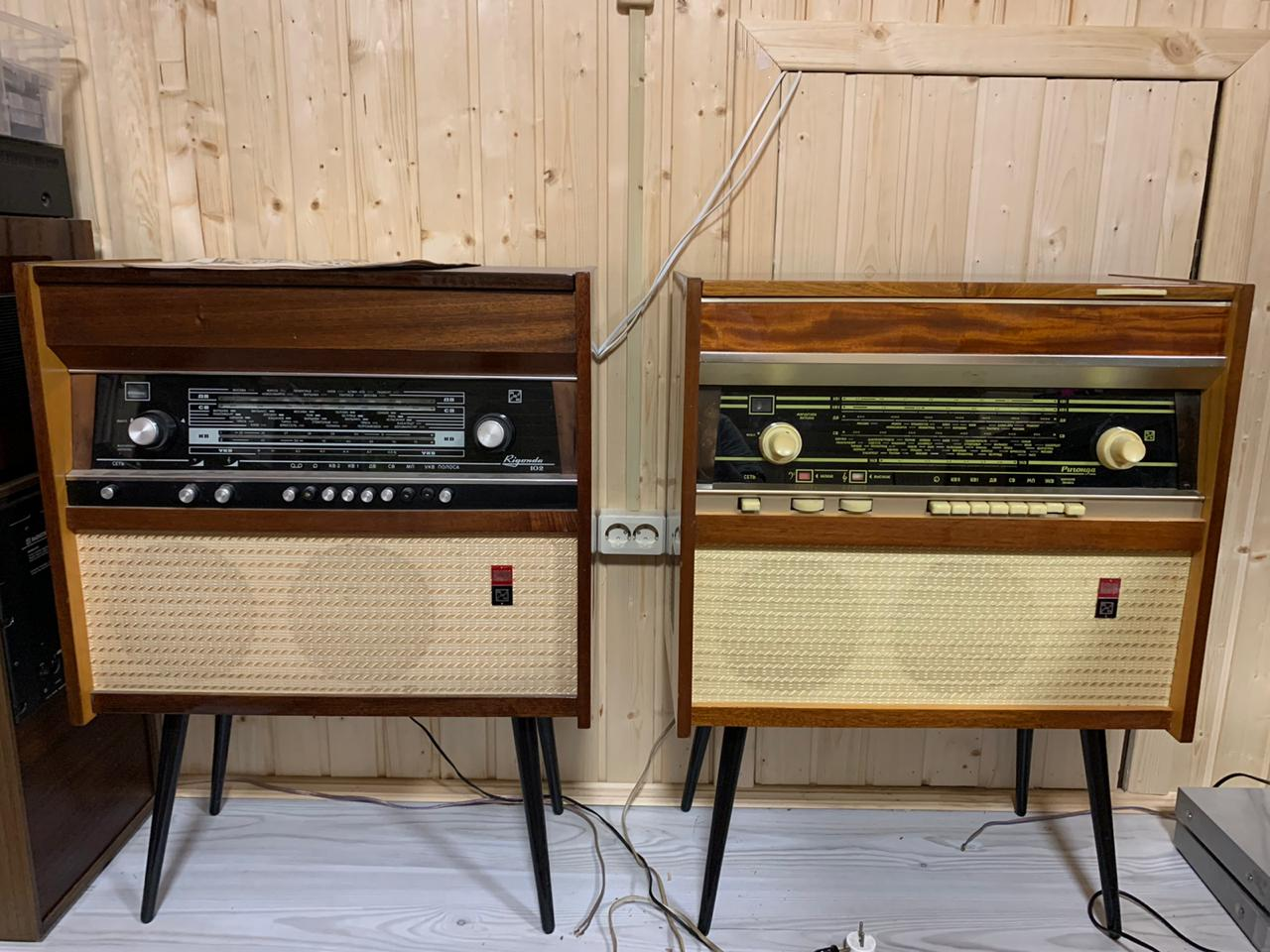
Rigonda 102 Rigonda Mono вместе

Монофоническая 5-диапазонная (ДВ, СВ, КВ1, КВ2, УКВ) радиола на 8 пальчиковых лампах. Выходной усилитель — однотактный на 6Н2П и 6П14П в ультралинейном включении, с глубокой обратной связью, номинальной мощностью 2 Вт. Встроенная акустическая система на двух фронтальных 4ГД-28 и двух боковых 1ГД-28. Стоимость - 141 руб.

### Ригонда-Стерео (1963—1970)
Стереофоническая 5-диапазонная радиола на 10 лампах, с выносными громкоговорителями. Выходные усилители однотактные (аналогичные УНЧ «Ригонды-Моно»). В каждом выносном громкоговорителе по два 4ГД-28 и два 1ГД-19. Позволяла воспроизводить стереопластинки, но для приёма стереофонического УКВ-вещания требовалась дополнительная приставка. Ввиду этого, а также по причине высокой стоимости (230 рублей) и небольшого ассортимента стереопластинок, радиола не пользовалась особой популярностью. 

### Ригонда-102 (1971—1977)

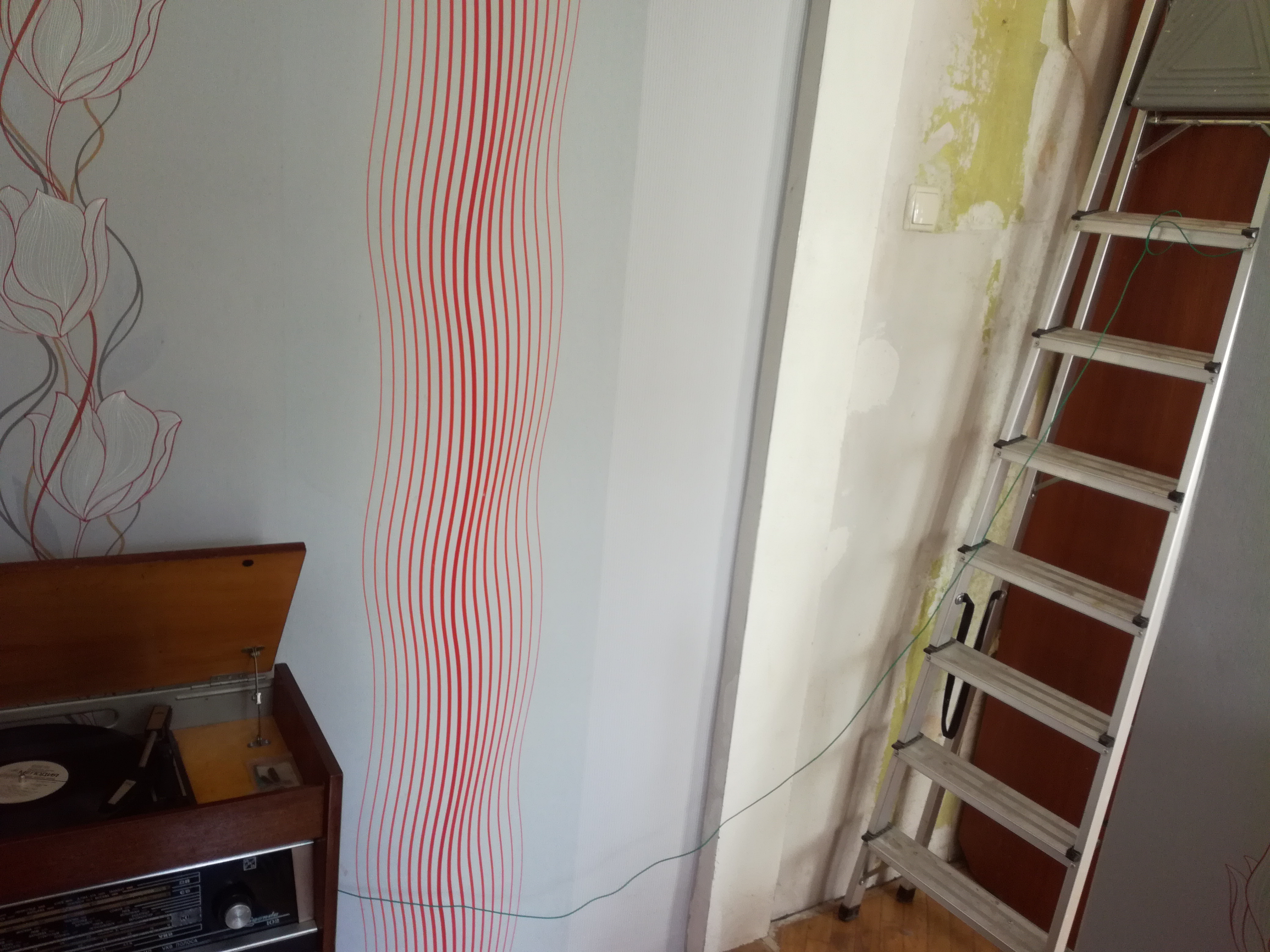
Радиола Ригонда-102 с подсоединенной лестницей в качестве антенны.

Монофоническая 5-диапазонная радиола на 9 лампах. Выходной усилитель — двухтактный на 6Н2П и паре выходных 6П14П с глубокой обратной связью. Встроенная акустика — аналогична «Ригонде-Моно». Стоимость модернизированной радиолы составляла 150 рублей. 
По унифицированным схемам «Ригонды», но в иных корпусах и на других заводах выпускались модели «Вэф-Радио», «Вэф-Рапсодия», «Урал-1», «Урал-6», «Урал-110», «Урал-114», «Кантата-203», «Кантата-204».